# Issor
Issor (en béarnais Issòr ou Isso) est une commune française, située dans le département des Pyrénées-Atlantiques en région Nouvelle-Aquitaine.

## Géographie

### Localisation
La commune d'Issor se trouve dans le département des Pyrénées-Atlantiques, en région Nouvelle-Aquitaine.
Elle se situe à 47 km par la route de Pau, préfecture du département, et à 14 km d'Oloron-Sainte-Marie, sous-préfecture.
Les communes les plus proches sont : 
Arette (4,5 km), Asasp-Arros (4,5 km), Lurbe-Saint-Christau (4,6 km), Escot (5,3 km), Ance (5,5 km), Aramits (5,7 km), Lourdios-Ichère (5,8 km), Escot (6,5 km).
Sur le plan historique et culturel, Issor fait partie de la province du Béarn, qui fut également un État et qui présente une unité historique et culturelle à laquelle s’oppose une diversité frappante de paysages au relief tourmenté.
La commune fait partie de la vallée de Barétous.

### Communes limitrophes
Les communes limitrophes sont  Aramits, Arette, Asasp-Arros, Lourdios-Ichère et Sarrance.
|        | Aramits         | Asasp-Arros |
| Arette | Issor           |             |
|        | Lourdios-Ichère | Sarrance    |

### Hydrographie

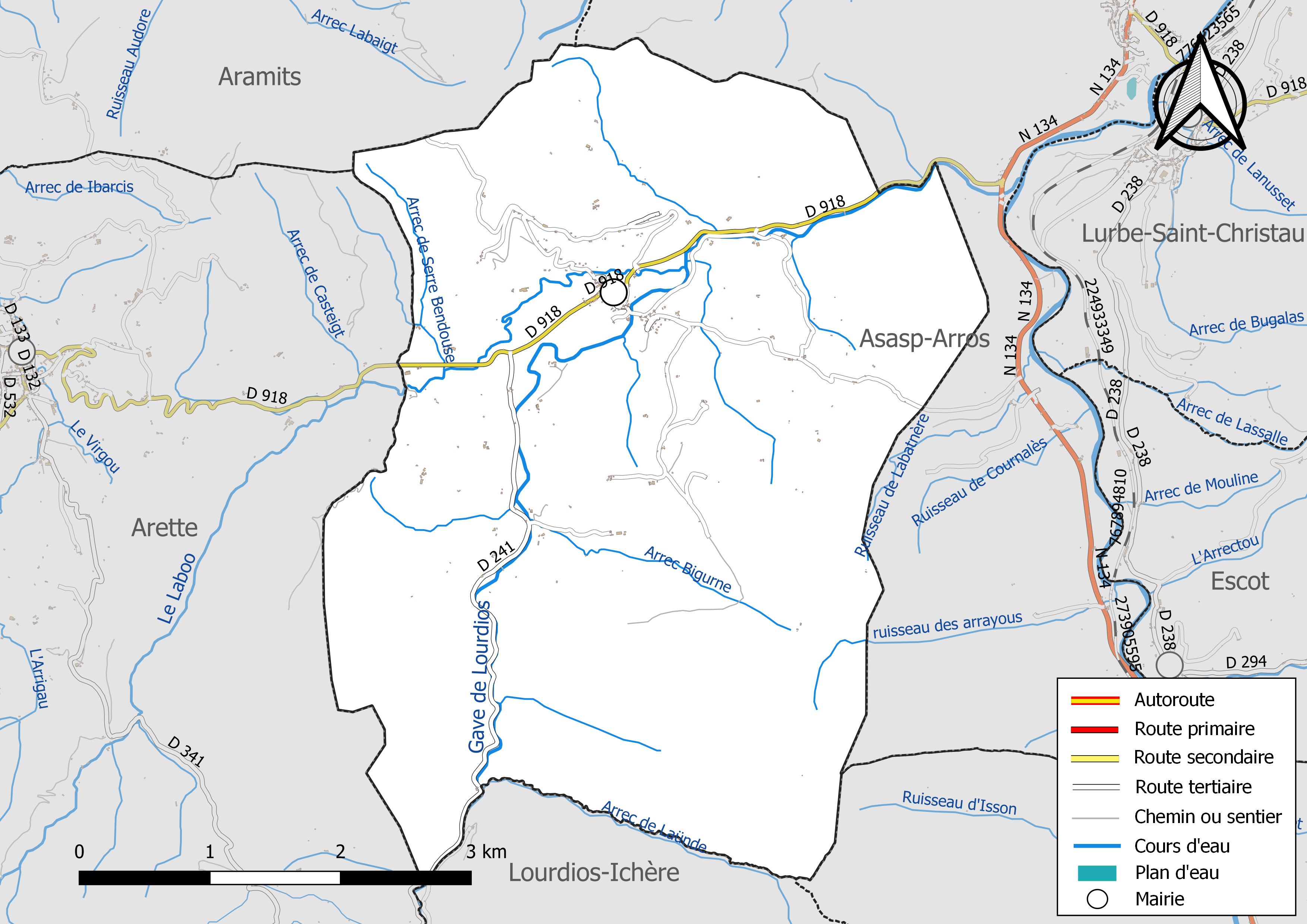
Réseaux hydrographique et routier d'Issor.

La commune est drainée par le gave de Lourdios, le Laboo, l’Arrec Bigurne, l’Arrec de Laünde, l’Arrec de Serre Bendouse, le ruisseau de Labatnère, le ruisseau des arrayous, et par divers petits cours d'eau, constituant un réseau hydrographique de 26 km de longueur totale,.
Le gave de Lourdios, d'une longueur totale de 20,8 km, prend sa source dans la commune d'Osse-en-Aspe et s'écoule du sud vers le nord. Il traverse la commune et se jette dans le gave d'Aspe à Asasp-Arros, après avoir traversé 5 communes.

### Climat
Pour des articles plus généraux, voir Climat de la Nouvelle-Aquitaine et Climat des Pyrénées-Atlantiques.
Historiquement, la commune est exposée à un climat de montagne.  
En 2020, Météo-France publie une typologie des climats de la France métropolitaine dans laquelle la commune est toujours exposée à un climat de montagne et est dans la région climatique Pyrénées atlantiques, caractérisée par une pluviométrie élevée (>1 200 mm/an) en toutes saisons, des hivers très doux (7,5 °C en plaine) et des vents faibles.
Pour la période 1971-2000, la température annuelle moyenne est de 12,6 °C, avec une amplitude thermique annuelle de 13,4 °C. Le cumul annuel moyen de précipitations est de 1 468 mm, avec 11,3 jours de précipitations en janvier et 9,8 jours en juillet. Pour la période 1991-2020, la température moyenne annuelle observée sur la station météorologique la plus proche, située sur la commune d'Oloron-Sainte-Marie à 11 km à vol d'oiseau, est de 13,1 °C et le cumul annuel moyen de précipitations est de 1 491,4 mm,. Pour l'avenir, les paramètres climatiques de la commune estimés pour 2050 selon différents scénarios d’émission de gaz à effet de serre sont consultables sur un site dédié publié par Météo-France en novembre 2022.

### Milieux naturels et biodiversité

#### Réseau Natura 2000
Le réseau Natura 2000 est un réseau écologique européen de sites naturels d'intérêt écologique élaboré à partir des Directives « Habitats » et « Oiseaux », constitué de zones spéciales de conservation (ZSC) et de zones de protection spéciale (ZPS).
Trois sites Natura 2000 ont été définis sur la commune au titre de la « directive Habitats », : 
- le « massif du Layens », d'une superficie de 5 597 ha, un massif de montagne moyenne exploitée par le pastoralisme, qui recèle d’une grande richesse écologique[18] ;
- les « montagnes du Barétous », d'une superficie de 14 421 ha, présentant une flore très diversifiée marquée par une nette influence atlantique et montagnarde. Elles se démarquent des autres massifs de la Haute Soule et du Barétous notamment par sa flore caractéristique des tourbières comprenant de nombreuses espèces patrimoniales dont 16 espèces de sphaignes et 4 lycopodiacées[19] ;
- « le gave d'Aspe et le Lourdios (cours d'eau) », d'une superficie de 1 595 ha, un vaste réseau de torrents d'altitude et de cours d'eau de coteaux à très bonne qualité des eaux[20] et une au titre de la « directive Oiseaux »[17],[Carte 3] :
- l'« Eth Thuron des Aureys », d'une superficie de 2 182 ha, un massif montagneux situé en position avancée sur le piémont des Pyrénées, très favorable aux grands rapaces[21].

#### Zones naturelles d'intérêt écologique, faunistique et floristique
L’inventaire des zones naturelles d'intérêt écologique, faunistique et floristique (ZNIEFF) a pour objectif de réaliser une couverture des zones les plus intéressantes sur le plan écologique, essentiellement dans la perspective d’améliorer la connaissance du patrimoine naturel national et de fournir aux différents décideurs un outil d’aide à la prise en compte de l’environnement dans l’aménagement du territoire.
Deux ZNIEFF de type 1 sont recensées sur la commune, : 
le « massif calcaire du pic du Trone du roi » (1 258,31 ha), couvrant 4 communes du département et 
le « réseau hydrographique du gave d'Aspe et ses rives » (1 207,81 ha), couvrant 23 communes du département
et deux ZNIEFF de type 2,, : 
- le « réseau hydrographique du gave d'Oloron et de ses affluents » (6 885,32 ha), couvrant 114 communes dont 2 dans les Landes et 112 dans les Pyrénées-Atlantiques[25] ;
- la « vallée d'Aspe » (54 924,87 ha), couvrant 22 communes du département[26].

## Urbanisme

### Typologie
Au 1er janvier 2024, Issor est catégorisée commune rurale à habitat très dispersé, selon la nouvelle grille communale de densité à sept niveaux définie par l'Insee en 2022.
Elle est située hors unité urbaine. Par ailleurs la commune fait partie de l'aire d'attraction d'Oloron-Sainte-Marie, dont elle est une commune de la couronne,. Cette aire, qui regroupe 44 communes, est catégorisée dans les aires de moins de 50 000 habitants,.

### Occupation des sols

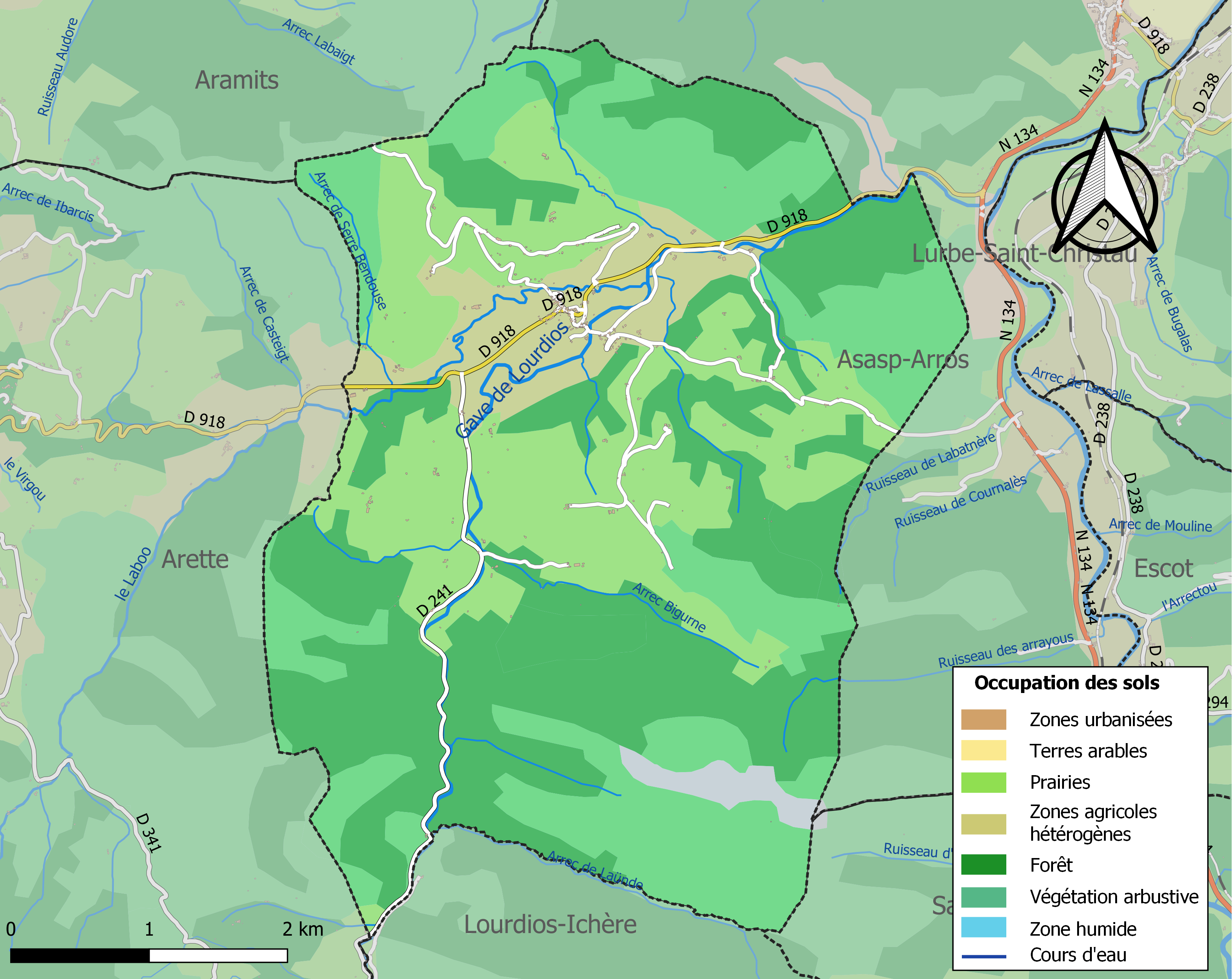
Carte des infrastructures et de l'occupation des sols de la commune en 2018 (CLC).

L'occupation des sols de la commune, telle qu'elle ressort de la base de données européenne d’occupation biophysique des sols Corine Land Cover (CLC), est marquée par l'importance des forêts et milieux semi-naturels (65 % en 2018), une proportion identique à celle de 1990 (65 %). La répartition détaillée en 2018 est la suivante : 
forêts (37,5 %), prairies (26,4 %), milieux à végétation arbustive et/ou herbacée (26,2 %), zones agricoles hétérogènes (8,6 %), espaces ouverts, sans ou avec peu de végétation (1,3 %). L'évolution de l’occupation des sols de la commune et de ses infrastructures peut être observée sur les différentes représentations cartographiques du territoire : la carte de Cassini (XVIIIe siècle), la carte d'état-major (1820-1866) et les cartes ou photos aériennes de l'IGN pour la période actuelle (1950 à aujourd'hui).

### Lieux-dits et hameaux
- Auverny ;
- Bigurne ;
- Bisarce ;
- Bugala ;
- Netchury ;
- le Village ;
- Beziat.
- Sarlatte

### Risques majeurs
Le territoire de la commune d'Issor est vulnérable à différents aléas naturels : météorologiques (tempête, orage, neige, grand froid, canicule ou sécheresse), inondations, feux de forêts, mouvements de terrains et séisme (sismicité moyenne). Il est également exposé à un risque particulier : le risque de radon. Un site publié par le BRGM permet d'évaluer simplement et rapidement les risques d'un bien localisé soit par son adresse soit par le numéro de sa parcelle.

#### Risques naturels
Certaines parties du territoire communal sont susceptibles d’être affectées par le risque d’inondation par une crue torrentielle ou à montée rapide de cours d'eau, notamment le gave de Lourdios. La commune a été reconnue en état de catastrophe naturelle au titre des dommages causés par les inondations et coulées de boue survenues en 1982, 2009 et 2021,.
Issor est exposée au risque de feu de forêt. En 2020, le premier plan de protection des forêts contre les incendies (PDPFCI) a été adopté pour la période 2020-2030. La réglementation des usages du feu à l’air libre et les obligations légales de débroussaillement dans le département des Pyrénées-Atlantiques font l'objet d'une consultation de public ouverte du 16 septembre au 7 octobre 2022,.
Les mouvements de terrains susceptibles de se produire sur la commune sont des affaissements et effondrements liés aux cavités souterraines (hors mines). Afin de mieux appréhender le risque d’affaissement de terrain, un inventaire national permet de localiser les éventuelles cavités souterraines sur la commune.

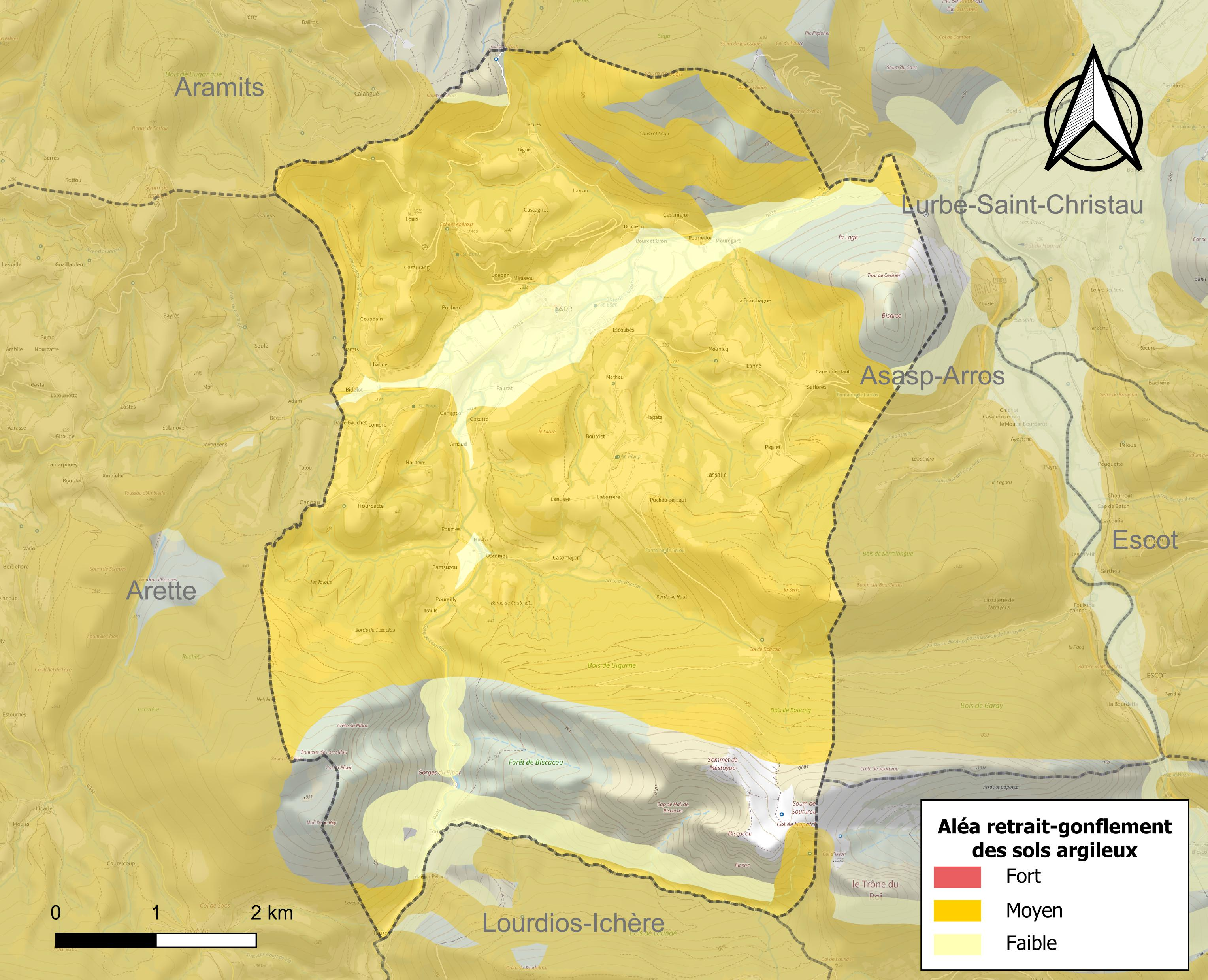
Carte des zones d'aléa retrait-gonflement des sols argileux d'Issor.

Le retrait-gonflement des sols argileux est susceptible d'engendrer des dommages importants aux bâtiments en cas d’alternance de périodes de sécheresse et de pluie. 70,2 % de la superficie communale est en aléa moyen ou fort (59 % au niveau départemental et 48,5 % au niveau national). Depuis le 1er octobre 2020, en application de la loi ELAN, différentes contraintes s'imposent aux vendeurs, maîtres d'ouvrages ou constructeurs de biens situés dans une zone classée en aléa moyen ou fort,.

#### Risque particulier
Dans plusieurs parties du territoire national, le radon, accumulé dans certains logements ou autres locaux, peut constituer une source significative d’exposition de la population aux rayonnements ionisants. Selon la classification de 2018, la commune d'Issor est classée en zone 2, à savoir zone à potentiel radon faible mais sur lesquelles des facteurs géologiques particuliers peuvent faciliter le transfert du radon vers les bâtiments.

## Toponymie
Le toponyme Issor apparaît sous les formes Isoo (XIIIe siècle, for de Barétous), 
Içor (1270, titres de la vallée d'Ossau), 
Issoo en Baratos (1385, censier de Béarn), 
Ysoo (XIVe siècle, censier de Béarn), 
Yssoo (1444, registres de la Cour Majour), 
Yssor et Ysso (1538, réformation de Béarn), 
Sent Joan d'Isso (1655, insinuations du diocèse d'Oloron).
Le toponyme est d'origine basque, de izuri versant, déclivité.
Son nom béarnais est Issòr ou Isso.
Ségu est un mont dont l’emprise s’étend sur Asasp-Arros et Issor.

## Politique et administration
| Période | Période  | Identité               | Étiquette     | Qualité |
| ------- | -------- | ---------------------- | ------------- | ------- |
| 1995    | 2001     | Jean-Jacques Cazaurang | CPNT          |         |
| 2001    | 2008     | Jean-Jacques Cazaurang | CPNT          |         |
| 2008    | 2014     | Jean-Jacques Cazaurang | CPNT puis DVD |         |
| 2014    | 2017     | Michel Lauga           |               |         |
| 2017    | En cours | Cedric Pucheu          |               | Berger  |

### Intercommunalité
Issor fait partie de six structures intercommunales :
- la Communauté de communes du Haut Béarn ;
- le SIVU chargé du tourisme en Haute-Soule et Barétous ;
- le syndicat d'énergie des Pyrénées-Atlantiques ;
- le syndicat de regroupement pédagogique d'Issor et de Lourdios-Ichère ;
- le syndicat mixte des gaves d’Oloron - Aspe - Ossau er de leurs affluents ;
- le syndicat mixte du Haut-Béarn.

Issor accueille le siège du syndicat de regroupement pédagogique d'Issor et de Lourdios-Ichère.

## Population et société

### Démographie
L'évolution du nombre d'habitants est connue à travers les recensements de la population effectués dans la commune depuis 1793. Pour les communes de moins de 10 000 habitants, une enquête de recensement portant sur toute la population est réalisée tous les cinq ans, les populations de référence des années intermédiaires étant quant à elles estimées par interpolation ou extrapolation. Pour la commune, le premier recensement exhaustif entrant dans le cadre du nouveau dispositif a été réalisé en 2008.

En 2022, la commune comptait 248 habitants, en évolution de +3,77 % par rapport à 2016 (Pyrénées-Atlantiques : +3,78 %, France hors Mayotte : +2,11 %).
| 1793 | 1800 | 1806 | 1821 | 1831 | 1836 | 1841 | 1846 | 1851 |
| ---- | ---- | ---- | ---- | ---- | ---- | ---- | ---- | ---- |
| 792  | 746  | 822  | 886  | 935  | 941  | 901  | 940  | 898  |

| 1856 | 1861 | 1866 | 1872 | 1876 | 1881 | 1886 | 1891 | 1896 |
| ---- | ---- | ---- | ---- | ---- | ---- | ---- | ---- | ---- |
| 856  | 828  | 776  | 755  | 760  | 751  | 720  | 718  | 675  |

| 1901 | 1906 | 1911 | 1921 | 1926 | 1931 | 1936 | 1946 | 1954 |
| ---- | ---- | ---- | ---- | ---- | ---- | ---- | ---- | ---- |
| 624  | 623  | 580  | 497  | 475  | 450  | 418  | 404  | 372  |

| 1962 | 1968 | 1975 | 1982 | 1990 | 1999 | 2006 | 2008 | 2013 |
| ---- | ---- | ---- | ---- | ---- | ---- | ---- | ---- | ---- |
| 334  | 290  | 241  | 247  | 240  | 262  | 253  | 251  | 246  |

| 2018 | 2022 | - | - | - | - | - | - | - |
| ---- | ---- | - | - | - | - | - | - | - |
| 233  | 248  | - | - | - | - | - | - | - |

## Économie
L'économie de la commune est essentiellement orientée vers l'agriculture et l'élevage. Elle fait partie de la zone d'appellation de l'ossau-iraty.

## Culture locale et patrimoine

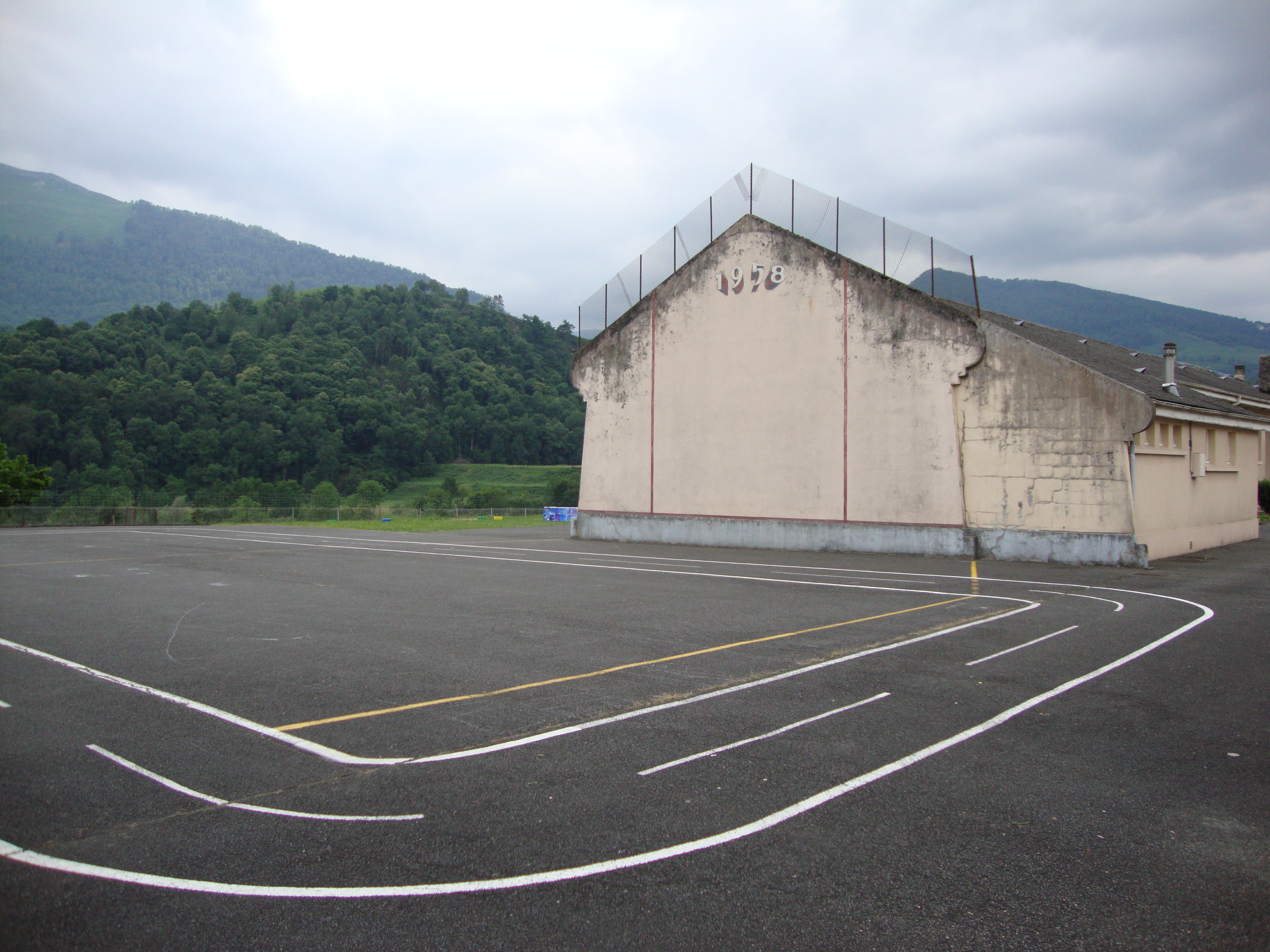
Fronton.
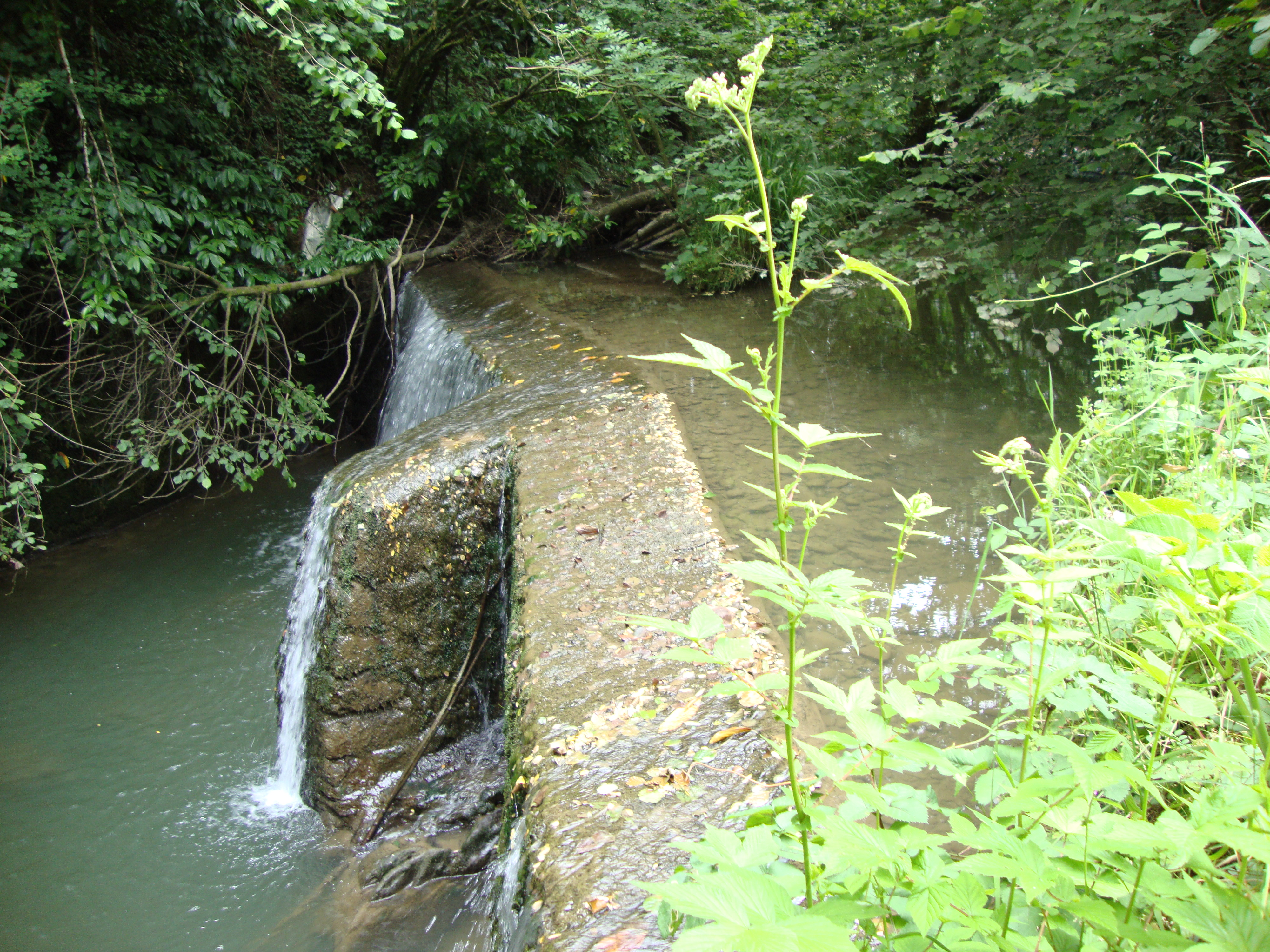
Le Laboo sur le territoire de la commune.
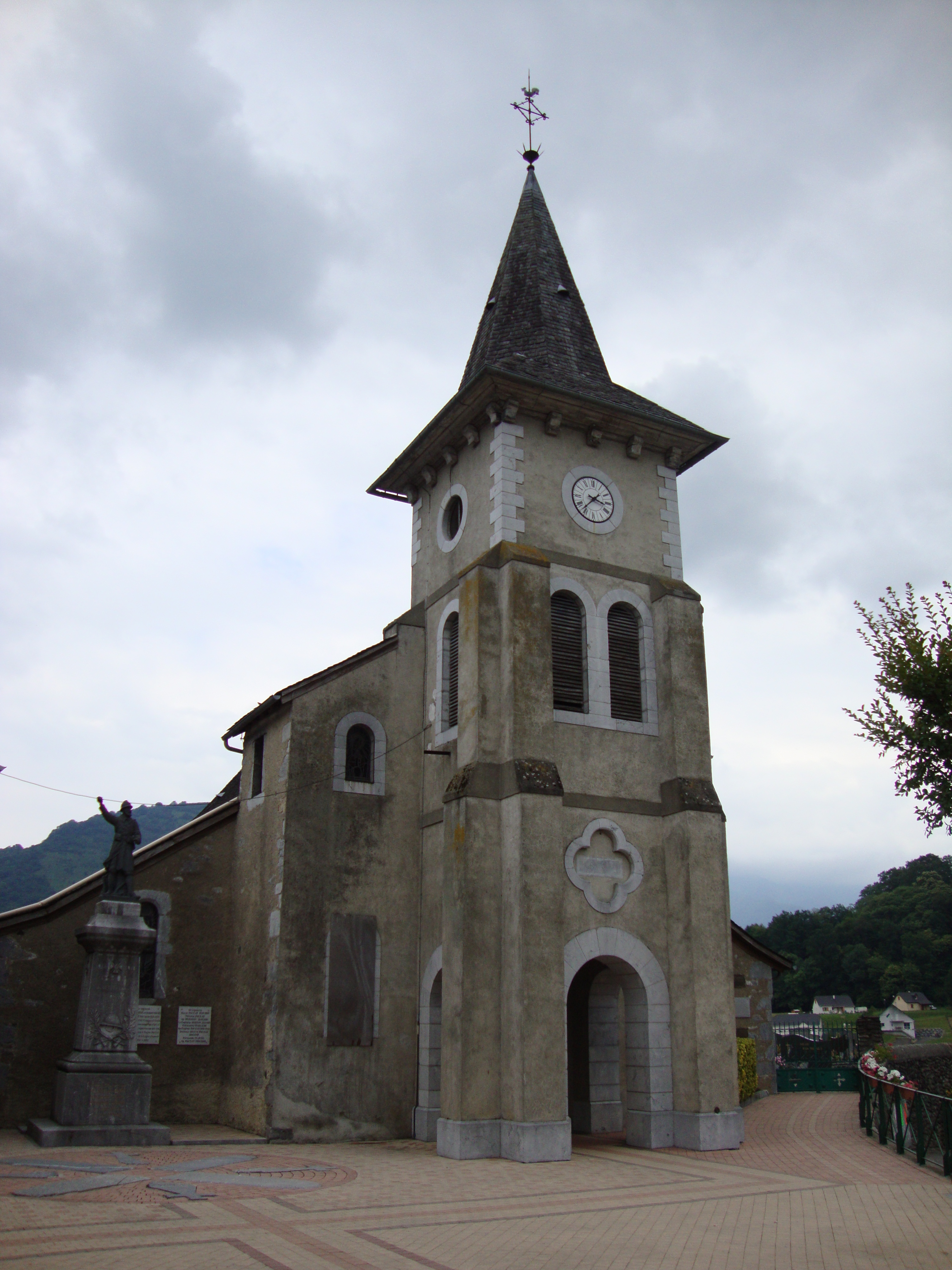
L'église Saint-Jean-l'Évangéliste.

### Patrimoine religieux
- Église paroissiale Saint-Jean-l'Évangéliste, reconstruite en 1687. Le clocher a été édifié en 1924[57].
- Six chandeliers en bois doré, inscrits monument historique en 1963, ont disparu.

Patrimoine historique : les restes d'une demeure seigneuriale sont encore visibles sur la propriété Labrucherie au lieu-dit le Château (base d'une tour et pan dégradé de mur de défense. Au sud-est, sur une bute terminale d'une prairie jouxtant le Château des fondations circulaires semblent révéler une ancienne tour de guet ou de défense, en surplomb de la route départementale 618, près de l'entrée du village. Constatations de visu.
Quelques vitraux de l'église Saint-Jean-l'Évangéliste
|  |  |  |

## Événements sportifs
La commune se situe sur le trajet de la 16e étape du Tour de France 2007 qui a eu lieu le 25 juillet 2007. Le parcours de 218 kilomètres relia Orthez à Gourette - col d'Aubisque.

## Équipements
La commune dispose d'une école primaire 
Un ensemble récent à vocation socio-culturelle ou sportive, bâti près du gave du Lourdios est destiné à recevoir des groupes en hébergement complet et, disposant d'une grande salle très éclairée, il permet l'organisation d'activités, de cérémonies ou de fêtes.

## Personnalités liées à la commune
- Juan Martín de Pueyrredón (1776-1850), militaire et homme politique argentin, dont le père était né à Issor.